# Appendicula torricelliana
Appendicula torricelliana är en orkidéart som beskrevs av Rudolf Schlechter. Appendicula torricelliana ingår i släktet Appendicula och familjen orkidéer. Inga underarter finns listade i Catalogue of Life.